# Wikipedia tiếng Mân Nam
Wikipedia tiếng Mân Nam (Pe̍h-ōe-jī: Wikipedia Bân-lâm-gú) hay Holopedia là phiên bản tiếng Mân Nam của Wikipedia. Tính đến tháng 11 năm 2016, nó đã có hơn 200.000 bài viết.